# Uroš Predić
Uroš Predić (cyr. Урош Предић; ur. 7 grudnia 1857 w Orlovacie, zm. 11 lutego 1953 w Belgradzie) – serbski i jugosłowiański malarz, przedstawiciel realizmu. Uznawany jest za jednego z najwybitniejszych serbskich malarzy realistycznych.

## Życiorys

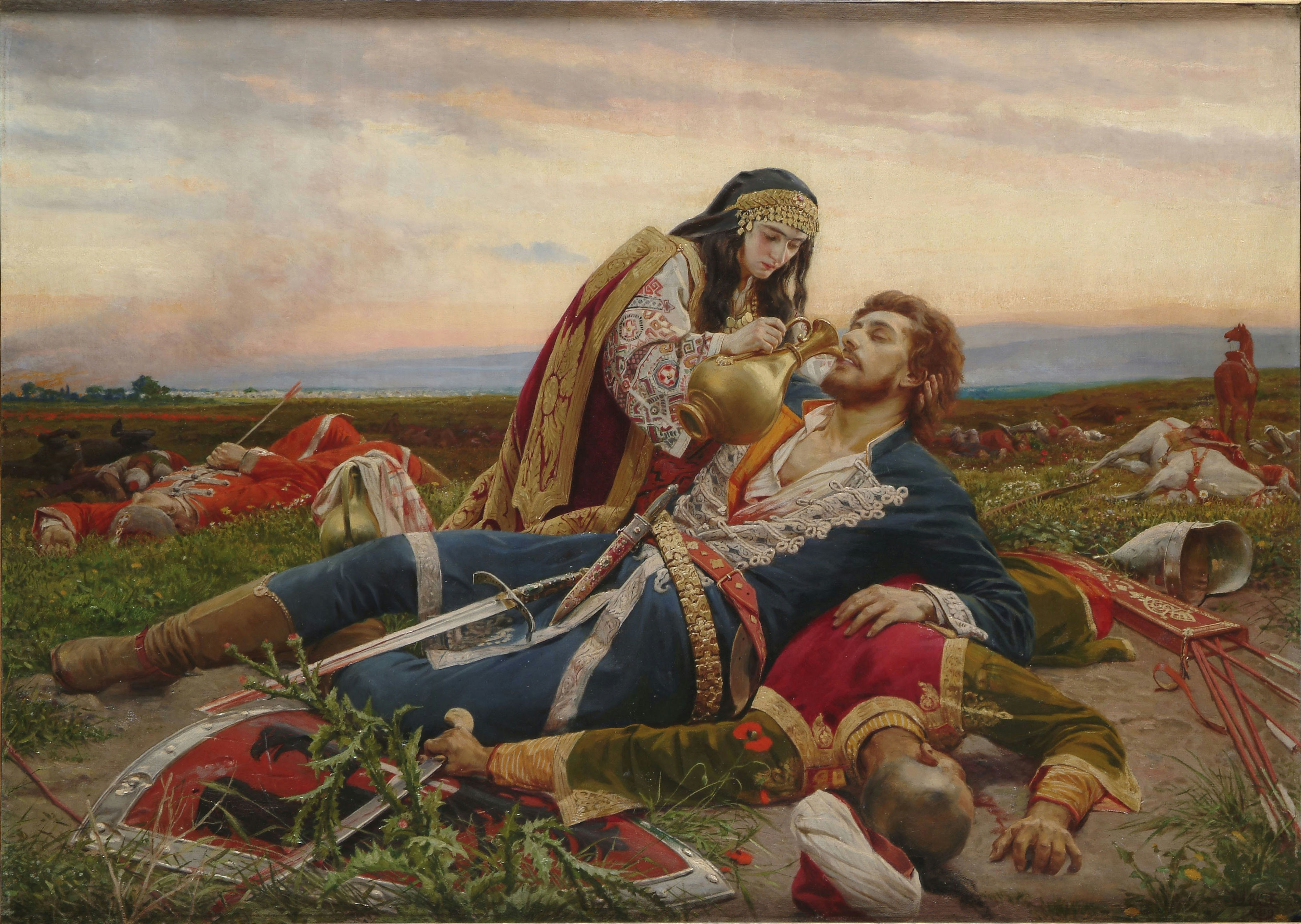
Kosowska dziewczyna

Pochodził z Orlovatu, wsi położonej w Banacie. Był najmłodszym synem Petara, prawosławnego duchownego, i Mariji z domu Ilijević. Do szkoły podstawowej uczęszczał w rodzinnej miejscowości, potem był uczniem niemieckiej szkoły we wsi Crepaja, w której uczył się także przyszły fizyk Mihajlo Pupin. Następnie edukację kontynuował w gimnazjum w Pančevie.
W 1876 roku został stypendystą Maticy srpskiej i rozpoczął studia na Akademii Sztuk Pięknych w Wiedniu u wiedeńskiego malarza Christiana Griepenkerla, które ukończył w 1880 roku. Jeszcze w trakcie studiów został uhonorowany nagrodą Gundel-Preis. W 1882 roku pracował w pracowni Griepenkerla. W latach 1883–1885 pełnił funkcję asystenta na wiedeńskiej ASP. W tym okresie wykonał 13 obrazów, które ozdobiły fryz parlamentu w Wiedniu.
Następnie od 1885 roku tworzył w Wojwodinie. Malował przede wszystkim obrazy rodzajowe, historyczne i portrety. Jego obrazy zawisły w kilku wojwodińskich świątyniach. W ramach swojej twórczości uwieczniał także życie codzienne mieszkańców Pančeva. W 1889 roku Mihajlo Pupin zakupił na aukcji w Paryżu jego obrazy Hercegovački beginci i Siroče na majčinom grobu i przekazał je do zbiorów Muzeum Narodowego w Belgradzie. 
26 stycznia 1909 został wybrany członkiem Serbskiej Akademii Nauk i Sztuk. W tym samym roku zamieszkał w Belgradzie, gdzie żył i tworzył aż do śmierci. Za jego największe dzieło uznawany jest obraz Kosowska dziewczyna, przedstawiający serbską postać literacką, będącą elementem mitu kosowskiego.
Zmarł 11 lutego 1953 w wieku 96 lat, będąc w chwili śmierci uznawanym za najstarszego serbskiego malarza. Został pochowany w rodzinnym Orlovacie.